# Harrier (pássaro)
Um harrier é qualquer uma das várias espécies de gaviões diurnos, às vezes colocados na subfamília Circinae da família de aves de rapina Accipitridae. Os harriers caçam caracteristicamente voando baixo sobre terrenos abertos, alimentando-se de pequenos mamíferos, répteis ou pássaros. Os filhotes da espécie são às vezes chamados de harriers de cauda anelada. Eles são distintos com asas longas, uma cauda longa e estreita, o voo lento e baixo sobre pastagens e peculiaridades do crânio. Acredita-se que os harriers tenham se diversificado com a expansão das pastagens e o surgimento de gramíneas C4 há cerca de 6 a 8 milhões de anos, durante o Mioceno Superior e o Plioceno.
A denominação comum para o gênero Circus em Portugal é tartaranhão.

## Taxonomia

Circus hudsonius, macho adulto

O gênero Circus foi introduzido pelo naturalista francês Bernard Germain de Lacépède em 1799. A espécie-tipo foi posteriormente designada como Circus aeruginosus. A maioria dos harriers são colocados neste gênero. A palavra Circus é derivada do grego antigo kirkos, referindo-se a uma ave de rapina nomeada por seu voo circular (kirkos, "círculo"), provavelmente o Circus cyaneus. Acredita-se que o nome harrier tenha sido derivado do cão harrier, ou por uma corruptela de harrower, ou diretamente de harry.

### Caudas-aneladas
Cauda-anelada é um termo informal usado por observadores de pássaros para os juvenis e fêmeas de várias espécies de gavião quando vistos no campo e não identificáveis a uma espécie exata. Os gaviões de cauda anelada incluem os juvenis e as fêmeas do Circus pygargus, do Circus cyaneus e do Circus macrourus.
A subfamília Circinae tradicionalmente inclui os gêneros Polyboroides e Geranospiza, que incluem três espécies: o Polyboroides radiatus, o secretário-pequeno e o gavião-pernilongo. No entanto, esta pode não ser uma subfamília válida, pois o gênero monofilético Circus está aninhado dentro dos grupos Accipiter, enquanto os outros dois gêneros são parafiléticos e fazem parte do clado maior dos buteoninos. Muitas espécies do gênero Circus apresentam diversidade muito baixa em seu DNA mitocondrial devido talvez a quedas extremas em suas populações, que são propensas a flutuações com densidades de presas variáveis.

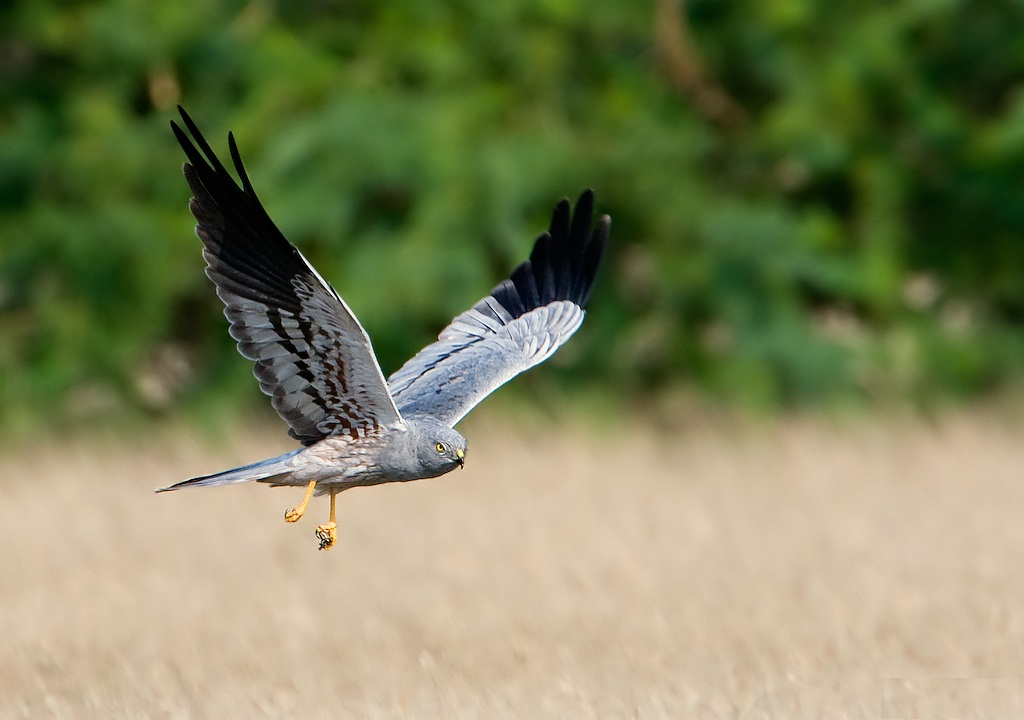
Um Circus pygargus macho exibe as asas voltadas para cima e o habitat de pastagem característico

## Espécie
- Circus approximans